# Conocalama canadensis
Conocalama canadensis là một loài tò vò trong họ Ichneumonidae.